# Lophorrhachia burdoni
Lophorrhachia burdoni är en fjärilsart som beskrevs av Townsend 1958. Lophorrhachia burdoni ingår i släktet Lophorrhachia och familjen mätare. Inga underarter finns listade i Catalogue of Life.